# Reklamy na Super Bowlu
Reklamy na Super Bowlu jsou reklamy speciálně natočené za účelem odvysílání v průběhu Super Bowlu, finále americké fotbalové ligy National Football League, které se tradičně koná v neděli. Super Bowl kromě sportu samotného je také přehlídkou showbusinessu a komerce. Sledovanost této události se pohybuje v milionových číslech. Právě díky této široké škále potenciálních zákazníků inzerenti již tradičně umísťují reklamy během Super Bowlu jako způsob, jak zvýšit povědomí o jejich produktech a službách. Mnoho lidí sleduje finále amerického fotbalu právě kvůli televizním reklamám. Tyto reklamní spoty jsou velmi známé a vyhledávané kvůli své nepředvídatelnosti, humoru a používání speciálních efektů. Inzerenti se snaží šokovat a zaujmout s cílem dosáhnout virálního šíření reklamy. Hrací čas amerického fotbalu je rozložen na 4 čtvrtiny. Právě v přestávkách mezi čtvrtinami jsou vysílány zmiňované reklamy. Program hlavní přestávky mezi 2. a 3. čtvrtinou vyplňuje vystoupení celosvětových hudebních hvězd.

## Sledovanost a přínosy Super Bowlu
Historicky první Super Bowl se konal 15. ledna 1967 v Los Angeles. Sledovanost zápasu mezi Green Bay Packers a Kansas City Chiefs, podle amerického mediálního průzkumu Nielson, přesáhla 50 milionů diváků. V 70. letech se sledovanost vyšplhala na průměrných 60 milionů diváků, oproti tomu v 80. letech tuto událost sledovalo přes 80 milionů diváků. Na začátku 21. století to bylo o dalších 10 milionů více. Od roku 2010 už nikdy sledovanost neklesla pod 100 milionů diváků. V roce 2015 Super Bowl vidělo rekordních 114,4 milionů diváků. Ani jubilejní 50. ročník Super Bowlu v roce 2016 se sledovaností 111,9 milionů diváků nedokázal překonat rekordní sledovanost roku 2015.
Mezi 8 historicky nejsledovanějšími televizními pořady v USA je právě 7 přenosů finále Super Bowlu. Jen v roce 1983 měl finální díl seriálu M*A*S*H vyšší sledovanost než Super Bowl. Nejsledovanějším pořadem všech dob je již zmiňovaný 49. ročník Super Bowlu z roku 2015.
Od roku 2000 televizní stanice CBS každoročně vysílá televizní speciál před Super Bowlem, ve kterém ukazuje nejzajímavější reklamy minulých sezon na základě hlasování diváků. Tyto reklamy nejsou tedy jen jednorázově odvysílány, ale je jim věnován vysílací čas i mimo hru, například v televizních zprávách a ranních show. Díky YouTube se zároveň stávají virálními. Toho využívají někteří inzerenti a zveřejňují své reklamy online ještě před samotnou hrou. Příkladem je společnost Volkswagen, která 4 dny před 45. ročníkem Super Bowlu zveřejnila svou reklamu „The Force“ na YouTube a do nedělního finále měla reklama přes 16 milionů zhlédnutí. V roce 2016 tuto strategii použila i společnost Wix.com, výsledkem toho bylo 36,5 milionů zhlédnutí na YouTube.
Existují také žebříčky hodnotící, která z reklam měla největší ohlas u diváků. Jedním z nich je průzkum zvaný Ad Meter, který je pod patronátem deníku USA Today. V roce 2016 se z 62 reklam od 53 různých společností nejlépe umístila společnost Hyundai se svým spotem „First Date“, na druhém místě byl Heinz s reklamou „Wiener Stampede“ a třetí místo patřilo Doritos s jejich „Ultrasound“. Z výše zmíněných 53 společností, které inzerovaly v roce 2016, bylo 10 společností, jejichž reklamy se nikdy předtím neobjevily v průběhu Super Bowlu. Překvapivě jednou z nich je i společnost Amazon. Dalším příkladem je značka Pokemon, která tímto spotem také oslavila dvacáté výročí své značky. Taktéž se mezi těmito společnostmi nacházejí známé značky jako LG Electronics, Colgate nebo Shock Top.
V roce 2015 poskytovatel satelitních služeb v USA Dish Network díky svým Hopper set-top boxům, které automaticky nahrávají programy v hlavním vysílacím čase klíčových televizních stanic bez reklam, umožnila svým zákazníkům opačnou funkci, a to nahrávání pouze reklam v průběhu Super Bowlu bez samotné hry. V roce 2016 trvaly reklamy v součtu 49 minut a 35 sekund, což tvořilo 22 % celkového vysílacího času Super Bowlu. 
Super Bowl údajně podporuje porodnost. Ve městě vítězů se vždy 9 měsíců po zápase rodí nadprůměrné počty dětí, těm se pak říká Super Bowl babies. Provozovatelé ligy NFL zveřejnili v roce 2016 videoklip, v němž tyto děti zpívají jednu milostnou píseň s tematicky pozměněnými slovy.

## Cena vysílacího času
Cena vysílacího času se rok od roku zvyšuje. Průměrná cena 30sekundového spotu se pohybovala od 37 500 $ během prvního Super Bowlu v roce 1967, přes 2,2 milionů $ v roce 2000 až k 5 milionům během jubilejního 50. ročníku v roce 2016 (oproti roku 2015 o 500 000 $ více). Velmi vysoká a každoročně stoupající cena spolu s náklady na vytvoření reklamy nutí inzerenty přemýšlet nad její výhodností. O tomto svědčí také fakt, že 45 % společností, které inzerovaly v roce 2015, se 50. ročníku v roce 2016 již neúčastnily.  Jako určitou levnější alternativu se někteří z inzerentů rozhodli raději uvést své reklamy v čase před samotným utkáním, kdy se ceny vysílacího času během 48. ročníku Super Bowlu pohybovaly od 100 000 $ do 2 milionů $.

## Nejlepší Super Bowl reklamy v roce 2016
Jubilejní padesátý ročník Super Bowlu proběhl 7. února 2016. Podle průzkumu Ad Meter se na prvním místě umístila automobilka Hyundai se svojí reklamou "First Date", druhé místo obsadil Heinz, na třetím a čtvrtém místě skončil Doritos se svými dvěma reklamami, páté a šesté místo patří opět automobilce Hyundai. Na dalších místech se poté umístili Honda, Audi, Budweiser a na desátém místě skončila Toyota. Z desíti nejlépe hodnocených reklam patří šest z nich k automobilkám.
Automobilka Hyundai natočila pro 50. ročník Super Bowlu hned čtyři reklamy, z čehož tři z nich se dostaly do první desítky nejlépe hodnocených reklam. Hyundai si pro tuto speciální příležitost najala čtyři světové režiséry, kterými jsou Peter Berg, Fredrik Bond, Aaron Stoller a Janusz Kaminski. Cílem bylo vytvořit neuvěřitelně poutavé a zapamatovatelné reklamy a součástí cíle bylo také upozornit na technologie a pokročilé funkce nejnovějších modelů Hyundai Elantra a Genesis a propagovat motto značky: "Děláme věci lépe". V nejlépe hodnocené reklamě nazvané "First Date" si zahrál Kevin Hart roli starostlivého otce, který má pustit svoji dceru na první rande. Aby však měl vše pod kontrolou, půjčí jejímu nápadníkovi své auto Hyundai Genesis, které díky speciální funkci může sledovat přes GPS, vidí tak každý jejich krok a pronásleduje je všude, kam mladý pár zamíří.
Po dvou letech odmlky se letos výrobce kečupů Heinz vrátil se svou reklamou do Super Bowlu a umístil se hned na druhém místě. V reklamě nazvané "Wiener Stampede" si zahrála štěňata převlečená za párky v rohlíku. Párky v rohlíku nadšeně běží k rodině lidí převlečených za kečupy Heinz, kteří se již párků v rohlíku nemohou dočkat. Cílem této reklamní kampaně Heinz bylo představit divákům celou Heinz rodinu a připomenout jim, že největší světový výrobce kečupů dělá více, než jen kečupy, a kromě kečupů a kečupů smíchaných s balsamikovým octem má také řadu svých hořčic a pečených fazolí.
Na třetím místě se s reklamním spotem nazvaným "Ultrasound" umístil výrobce chipsů Doritos. Reklama vytvořená Peterem Carstairsem probíhá v ordinaci na vyšetření těhotné ženy ultrazvukem. Zatímco je žena nadšená z ultrazvukového snímku svého miminka, s jejím manželem snímek nic nedělá a raději si vychutnává Doritos. Reklama má za cíl ukázat, že jsou chipsy tak neodolatelné nejen pro tatínka, ale i pro miminko, a mohly by způsobit předčasný porod. Proto by neměli manželé nosit Doritos na ultrazvuková vyšetření.

## Nejlepší reklamy všech dob
Vzhledem k tomu, že výběr nejlepších reklam všech dob je značně subjektivní a je ovlivněn osobním vkusem tvůrce žebříčku, je velmi obtížné vybrat webovou stránku, která by poskytovala nejobjektivnější hodnocení. Toto tvrzení podporuje i fakt, že se na internetu nachází celá řada webových stránek přinášejících toho hodnocení, nicméně každá s jiným žebříčkem.
Pro větší objektivitu, nevyužijeme tedy subjektivní hodnocení různých webových serverů, ale použijeme žebříček zveřejněný portálem inc.com obsahující 10 reklam z celé historie Super Bowlu, které mají na internetu největší počet zhlédnutí. Tuto statistku poskytla analytická firma Visible Measures.
Na třetím místě žebříčku reklam s největším počtem zhlédnutí na internetu se umístila reklama z roku 2010 od firmy Doritos „Keep Your Hands Off My Doritos“ s počtem zhlédnutí přesahující 56 milionů. Příběh muže, který přijde k ženě domů na rande, v obývacím pokoji se pozdraví s jejím malým synem, kterému se značně nelíbí, jak muž po jeho matce pokukuje. Reakce syna, když se muž posadí a vezme si doritos je překvapující a zčásti ji napovídá název reklamního spotu.
Na druhém místě, s více než 60 miliony zhlédnutími, se umístila reklama z roku 2014 od firmy Budweiser. Reklama s názvem „Puppy Love“ popisuje příběh štěněte labradora a jeho kamaráda clydesdalského koně, kteří odmítají žít odděleni, a jejich cesty k opětovnému setkání.
Nejsledovanější reklamou, s více než 85 miliony zhlédnutími, je reklamní spot během Super Bowlu 2011 od firmy Volkswagen s názvem „The Force“. Tato reklama pojednává o malém chlapci v kostýmu Darth Vadera, který se zoufale snaží použít „sílu“ k tomu, aby přesunul panenku, přisunul si sendvič, prostě pohnul s čímkoliv. Značně zklamaný vyběhne ven, když jeho otec přijede domů, se zoufalou snahou o poslední pokus. Napne ruce směrem k autu a jeho reakce na to, co se stane, je nezapomenutelná. Není divu, že se tato reklama stala internetovým hitem a získala tím titul nejsledovanější Super Bowl reklamy všech dob.